# Staré Čívice

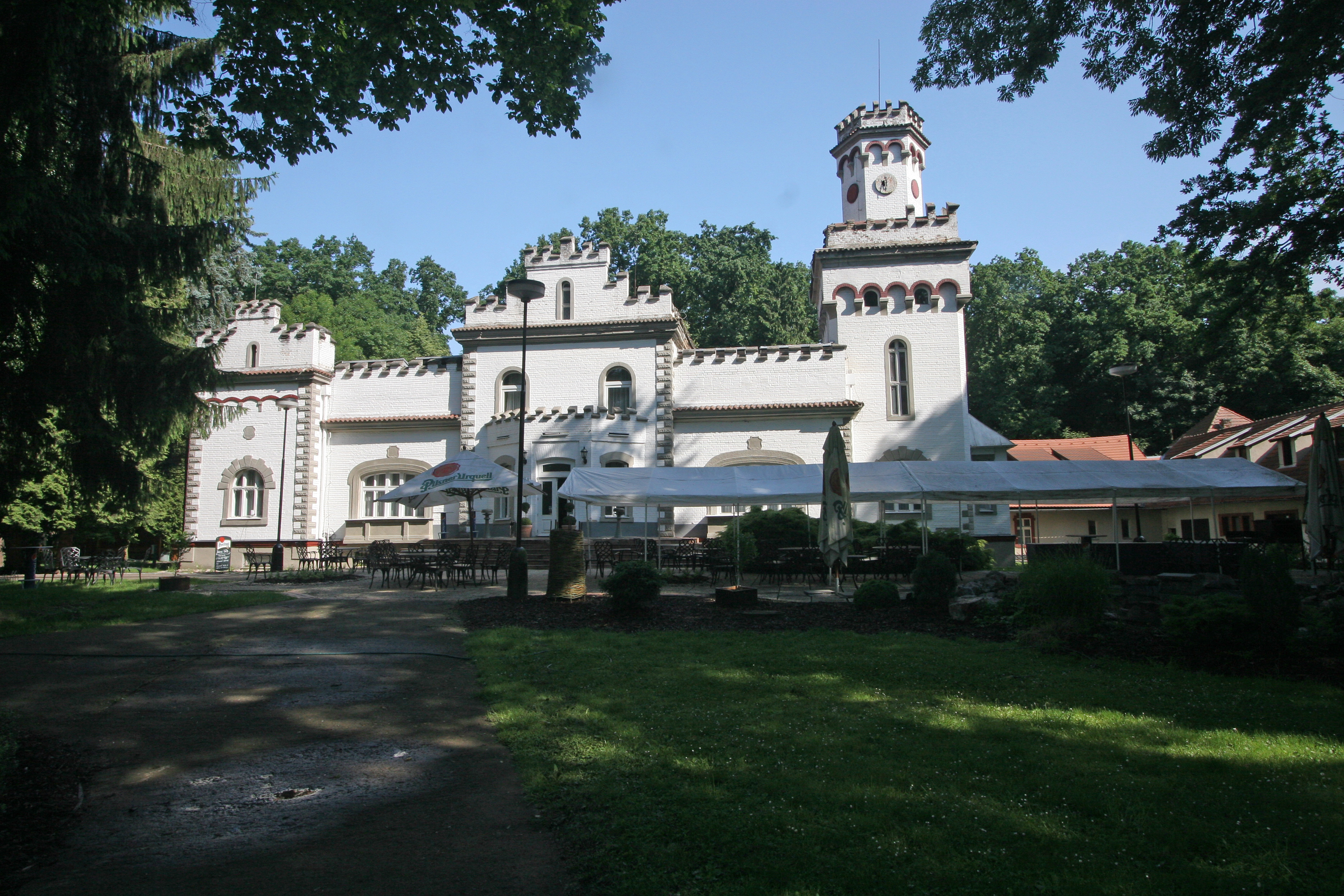
Schloss Staré Čívice

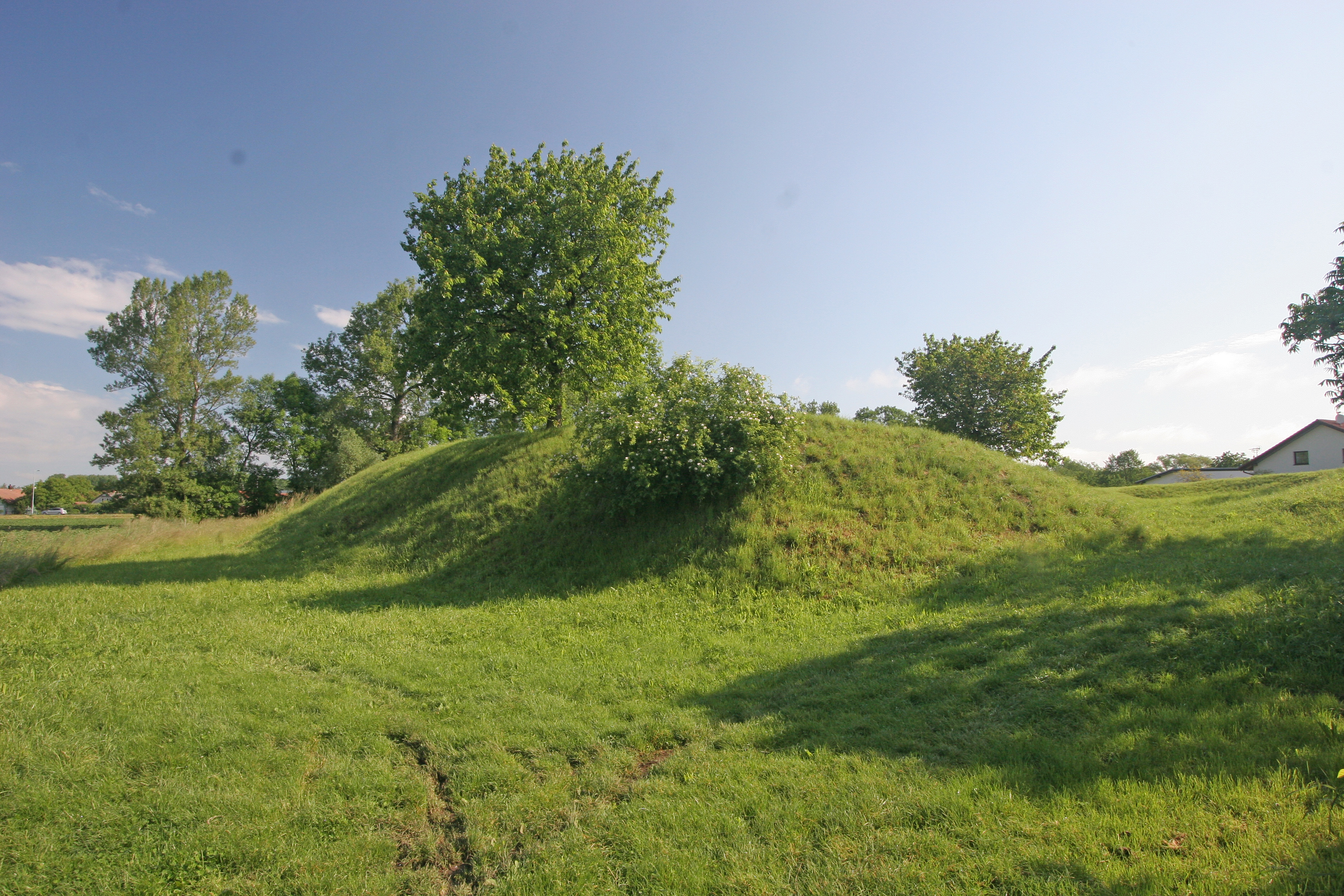
Burgstall Čívice

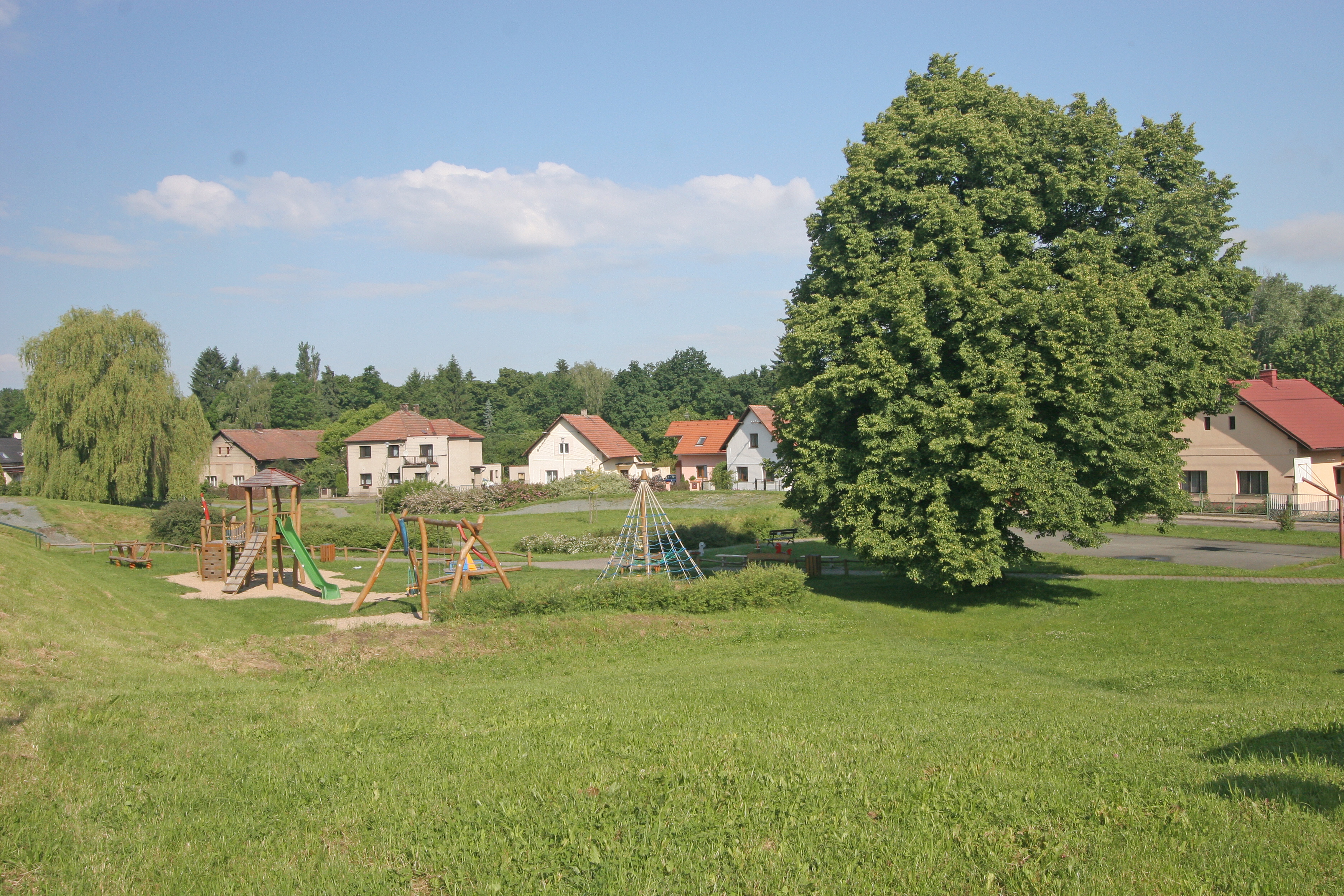
Spielplatz

Staré Čívice (deutsch Alt Cziwitz, 1939–45 Alt Tschiwitz) ist ein Ortsteil der Stadt Pardubice im Okres Pardubice in Tschechien. Er liegt sieben Kilometer südwestlich des Stadtzentrums von Pardubice und gehört zum Stadtteil Pardubice VI.

## Geographie
Staré Čívice befindet sich zwischen den Bächen Podolský potok und Čivická svodnice auf der Heřmanoměstecká tabule (Hermannstädtler Tafel). Durch den Ort führt die Staatsstraße I/2 zwischen Pardubice und Přelouč, anderthalb Kilometer nördlich verläuft die Bahnstrecke Česká Třebová–Praha. Am nördlichen Ortsrand liegt das Wildgehege Staré Čívice, östlich der Flughafen Pardubice.
Nachbarorte sind Lány na Důlku, Krchleby und Srnojedy im Norden, Rosice und Svítkov im Nordosten, Popkovice und Nové Jesenčany im Osten, Dražkovice, Staré Jesenčany und Starý Mateřov im Südosten, Hladíkov, Cerhov, Veselá und Barchov im Süden, Luhy, Choltice und Bezděkov im Südwesten, Veselí, Kokešov und Valy im Westen sowie Mělice und Opočínek im Nordwesten.

## Geschichte
Die erste schriftliche Erwähnung des Dorfes erfolgte 1264 als Besitz des Olmützer Bischofs Bruno von Schauenburg. Im 14. Jahrhundert entstand eine Feste, die der Sitz der Vladikenfamilie Čijevický als Lehnsmannen des Bistums Olmütz war. Erster nachweislicher Besitzer der Feste war im Jahre 1385 Ješek von Čijevice. 1399 stritten sich Jan Petr und Hereš von Čijevic um eine Erbschaft in Mateřov. Auf der Feste Čijevice hatten seit 1404 Frencl von Popovec und seine Brüder Jan und Peter ihren Sitz; sie waren Verwandte und Kumpane des Raubritters von Wildstein. Mit dem Tod des Tomášek von Čijevice auf Horky und Krchleby fiel das Gut 1407 an das Bistum heim. Ab 1450 besaß Jan Dubánek von Duban und Čijevice das Gut. Ihm folgte ab 1464 sein Sohn Vilém; der Unterkämmerer der Königin Johanna von Rosental fiel 1468 bei der Belagerung der Burg Konopiště. Im Jahre 1505 gehörte das Gut Jindřich von Duban und Čijevice, zwischen 1515 und 1520 war Vácslav Opršál von Zher Besitzer von Čijevice. Ab 1557 hatte Ludvík Suda von Řenče seinen Sitz auf Čijevice. 1582 verkaufte Petr Suda von Řenče das Lehngut Čívice mit der Feste und dem Dorf an Johann Brückner von Brückstein (Jan Bruknar z Brukšteina), der es 1591 an König Rudolf II. weiterveräußerte. Damit wurde Čívice an die Kammerherrschaft Pardubitz angeschlossen und der Rychta Rosice unterstellt. Das Dorf bestand zu dieser Zeit aus 22 Anwesen. Die Feste verlor ihre Bedeutung als Herrensitz und erlosch. Ab 1680 übte der Rychtář in Jezbořice die niedere Gerichtsbarkeit für Čívice aus. Zu dieser Zeit bestand Čívice aus fünf Bauern, acht Siedlern, 16 Chalupnern und einer kaiserlichen Mühle.
Im Zuge der Raabisation entstand zum Ende des 18. Jahrhunderts auf emphyteutisierten Meierhofsfluren Neu-Čiwitz. Die Dominikalsiedlung bestand aus einer Häuserzeile südlich des Dorfes am Weg nach Barchov. Zu Neu-Čiwitz zugerechnet wurden aber auch zwei weitere Siedlungen: die eine am westlichen Rand des Dorfes am Burgstall sowie eine doppelte Häuserzeile nordwestlich des Dorfes. Das Dorf selbst wurde seit dieser Zeit Alt-Čiwitz genannt. 1787 wurde im Armenhaus der Schulunterricht aufgenommen; 1803 bezog die einklassige Schule ein neugebautes hölzernes Schulhaus. Zu Beginn des 19. Jahrhunderts wurde die Pardubitz nach Přelouč errichtet. 
Im Jahre 1835 bestand das im Chrudimer Kreis an der Choltitzer Straße gelegene Dorf Čiwitz, auch Čichowitz genannt, aus 64 Häusern, in denen 490 Personen lebten. Der Ort war unterteilt in Alt-Čiwitz und Neu-Čiwitz. In Čiwitz gab es eine Schule und eine zweigängige Mühle. Abseits lag ein Forsthaus. Pfarrort war Lan ob der Gruben. Zwischen 1842 und 1845 wurde nördlich des Dorfes die k.k. Nördliche Staatsbahn angelegt. Bis zur Mitte des 19. Jahrhunderts blieb Čiwitz der k.k. Kameralherrschaft Pardubitz untertänig. 
Nach der Aufhebung der Patrimonialherrschaften bildeten Staré Čivice und Nové Čivice ab 1849 die Gemeinde Čivice im Gerichtsbezirk Pardubitz. Kaiser Franz Joseph I. verpfändete die k. k. Kameralherrschaft Pardubitz im Jahre 1855 als Staatsschuldverschreibung an die Oesterreichische Nationalbank, die die Herrschaft am 25. Juni 1863 an die k. k. privilegierte Österreichische Credit-Anstalt für Handel und Gewerbe verkaufte. Am 5. November 1864 kaufte Karl Chotek von Chotkow das Gut Čivice für 285.000 Gulden, 1869 fiel es zum Schätzpreis von 317.000 Gulden seinem Sohn Boguslaw zu. Ab 1868 gehörte die Gemeinde zum Bezirk Pardubitz. 1869 hatte Čivice 585 Einwohner und bestand aus 82 Häusern. Seit den 1870er Jahren führte die Gemeinde den Namen Staré Čivice. Im Jahre 1880 wurde ein steinernes Schulgebäude für den zweiklassigen Unterricht eingeweiht. Die Gründung der Freiwilligen Feuerwehr erfolgte 1883. 1896 erbte Wolfgang Chotek von Chotkow das Gut Čivice, er verkaufte es 1909 an Emanuel Kokeš auf Svárava. Im Jahre 1900 lebten in Staré Čivice 693 Menschen, 1910 waren es 771. Zu Beginn des 20. Jahrhunderts entstand nordöstlich des alten Dorfes an der Pardubitzer Straße die Siedlung V Borek. Zu dieser Zeit bestand die Gemeinde aus den fünf Ortsteilen Nové Čivice, Chaloupka, Štěpnice, Staré Čivice und V Borek. Kokeš ließ 1916 das Schloss erbauen. 1924 wurde der Gemeindename in Staré Čívice abgeändert. 1930 bestand Staré Čívice aus 148 Häusern und hatte 847 Einwohner. Im selben Jahr errichtete Emanuel Kokeš an der Bezirksstraße nach Přelouč im Wald Kuchyňka eine Fabrik zur Verarbeitung landwirtschaftlicher Produkte und Konservenproduktion, aus der die Siedlung Kokešov hervorging. In der ehemaligen Kokeš-Fabrik wurde 1950 der Ústav pro výzkum radiotechniky Opočínek (Institut für Radiotechnik) eingerichtet. 1949 wurde die Gemeinde dem Okres Pardubice-okolí zugeordnet; seit 1960 gehört Staré Čívice wieder zum Okres Pardubice. 1965 wurde ein Kulturhaus eröffnet. Die enge Kurvenstrecke der Staatsstraße I/2 über den Dorfplatz wurde 1967 begradigt und die Straße an den nördlichen Ortsrand verlegt. 1973 erfolgte die Schließung der Schule, seitdem werden die Kinder in Svítkov unterrichtet. Am 1. Mai 1976 erfolgte die Eingemeindung nach Pardubice. Zwischen 1991 und 1992 entstand das Industriegebiet, in dem heute die Unternehmen Panasonic Automotive Czech, Ronal, Kyb Manufacturing Czech und JTEKT sowie das Gründerzentrum TechnoPark ansässig sind. Beim Zensus von 2001 bestand Staré Čívice aus 244 Häusern und hatte 806 Einwohner; 

## Ortsgliederung
Der Ortsteil Staré Čívice gliedert sich in die Grundsiedlungseinheiten Průmyslová zóna Staré Čívice und Staré Čívice. Zu Staré Čívice gehören zudem die Ortslagen Chaloupka, Nové Čivice, Štěpnice und V Borku.
Staré Čívice bildet einen Katastralbezirk.

## Sehenswürdigkeiten
- Burgstall Čívice, am westlichen Ortsrand. Der erhaltene Burghügel hat einen Durchmesser von 25 m, im Innern befinden sich eingestürzte Keller. Umgeben wird er von mächtigen 4–5 m hohen und bis zu 12 m breiten Wällen sowie einem Ringgraben, in dem früher Wasser aus dem Podolský potok eingeleitet wurde.
- Neogotisches Schloss Staré Čívice, errichtet 1916 auf melioriertem Sumpfland durch den Gutsbesitzer Emanuel Kokeš. Um den eingeschossigen gegliederten Bau mit Turm ließ er einen englischen Park anlegen, an den sich nördlich ein Damhirschgarten anschloss. Nach der Samtenen Revolution wurde das Schlösschen saniert, es dient heute als Hotel und Restaurant.
- Sommereiche Antonín, im Wald nördlich des Schlosses. Der ca. 400-jährige Baum hat einen Stammumfang von 4,5 m und eine Höhe von 12 m.
- Steinernes Kreuz auf dem Dorfplatz
- Denkmal für die Opfer beider Weltkriege, auf dem Dorfplatz

## Söhne und Töchter des Ortes
- Josef Vašák (1808–1875), Komponist und Volksliedforscher
- Emanuel Vašák (1818–1891), Komponist
- Jan Kolář (1868–1958), Ingenieur für Brückenbau und Rektor der ČVUT
- Josef Šulc (1907–1977), Marathonläufer